# 斯塔夫罗沃 (索宾卡区)
斯塔夫罗沃（羅馬化：Stavrovo）是俄罗斯弗拉基米尔州的市级镇，属索宾卡区，位于克利亚济马河支流科洛克沙河（Колокша）畔，在区行政中心索宾卡北方。
该地2021年人口有6,941人；2010年人口7,800；2002年人口8,005；1989年人口7,985。